# Mysliboř (przystanek kolejowy)
zawartość artykułu stanowi przy tym w znacznej części wątpliwy co do informacyjnej produktywności, zwodniczy opis tego czego na przystanku nie ma, nie wspominając co tam w praktyce właściwie encyklopedycznie istotnego jest/było;

Mysliboř – przystanek kolejowy w miejscowości Mysliboř, w kraju Wysoczyna, w Czechach Znajduje się na wysokości 535 m n.p.m.
Na stacji nie ma możliwości zakupu biletów, a obsługa podróżnych odbywa się w pociągu.

## Linie kolejowe
- 227 Kostelec u Jihlavy - Slavonice